# Saližan Šakirovič Šaripov
Salizhan Shakirovich Sharipov (in russo: Салижан Шакирович Шарипов, in uzbeko: Солижон Шокирович Шарипов, in kirghiso: Салижан Шакир уулу Шарипов, in tagico: Солиҷон Шокирович Шарипов; 24 agosto 1964) è un cosmonauta russo di origine uzbeka. Sharipov è coautore e ricercatore del progetto Advanced Diagnostic Ultrasound in Microgravity.
È stato nello spazio due volte (lanciato dagli Stati Uniti come astronauta nel 1998 e dalla Russia come cosmonauta nel 2004) e ha condotto due passeggiate spaziali. Sharipov si è ritirato il 18 luglio 2008.